# جف تیگ
جف تیگ (زاده ۲۰ ژوئن ۱۹۸۸) بازیکن حرفه‌ای آمریکایی شاغل در تیم ایندیانا پیسرز در اتحادیه ملی بسکتبال است. تیگ قبل از این که توسط آتلانتا هاکس در درفت ان‌بی‌ای در راند اول و پیک ۱۹ اورال انتخاب شود در مسابقات بسکتبال دانشگاهی آمریکا در تیم Wake Forest بازی می‌کرد. او با میانگین ۱۵٫۹ امتیاز به مسابقه آل استار ان بی ای در سال ۲۰۱۵ دعوت شد.

## زندگی خانوادگی
او فرزند شان و کرول تیگ است. پدر او سابقه حضور در مسابقات دانشگاهی آمریکا را با حضور در تیم Rick Pitino بوستون دارد. برادرش مارکوییز تیگ مارکوییز تیگ هم بازیکن بسکتبال است و قبل از اینکه توسط شیکاگو بولز در درفت انتخاب شود، پوینت گارد تیم Kentucky Wildcats بوده‌است.

## سابقه بازیکن در ان بی ای

### فصل ۱۰–۲۰۰۹
تیگ پس از درفت در تاریخ ۲۰ ژوئیه ۲۰۰۹ با آتلانتا هاکس قرارداد بست. به عنوان بازیکن سال اولی در سال ۲۰۰۹، او میانگین ۳٫۲ امتیاز و ۱٫۷ پاس منجر به گل و ۰٫۹ ریباند و ۱۰٫۱ دقیقه بازی و ۳۹ درصد شوت منطقه‌ای و ۸۳ درصد دقت پرتاب پنالتی و بازی در ۷۱ بازی پرونده این فصل خود را بست. او در تاریخ ۱۴ آپریل با ۲۴ امتیاز و ۱۵ پاس منجر به گل و ۵ ریباند و بازی کردن تمام ۴۸ دقیقه مقابل کلیولند کاوالیرز خوش درخشید.

### فصل ۱۱–۲۰۱۰
در این فصل او میانگین ۵٫۲ امتیاز و ۲ پاس منجر به گل و ۱٫۵ ریباند و ۱۳٫۸ دقیقه بازی و ۴۳درصد دقت پرتاب منطقه‌ای و ۸۰ درصد دقت پرتاب پنالتی را از خود به جا گذاشت. او دوباره رکورد ۲۴ امتیاز خود را مقابل پورتلند تریل بلیزرز در تاریخ ۱۲ مارس ۲۰۱۱ تکرار کرد. او در پلی اف همراه تیم آتلانتا هاکس رکوردهای بهتری از خود بجا گذاشت و در ۳۸٫۱ دقیقه حضور در هر بازی ۱۴٫۸ امتیاز و ۴٫۲ پاس به تیمش کمک کرد.

### فصل ۱۲–۲۰۱۱
در این فصل او ۶۶ بازی به میدان رفت و میانگین ۱۲٫۶ امتیاز و ۴٫۹ پاس منجر به گل و ۲٫۴ ریباند و ۱٫۶ توپ ربایی و ۴۵ درصد پرتاب منطقه‌ای موفق و ۸۸ درصد پرتاب پنالتی موفق را در حضور ۳۳٫۱ دقیقه در هر بازی با ثبت کرد. او سه دابل دابل در این فصل نیز انجام داد.

### فصل ۱۳–۲۰۱۲
او با حضور در ۸۰ بازی و ۳۲٫۹ دقیقه‌ای خود در هر بازی میانگین ۱۴٫۶ امتیاز و ۷٫۲ پاس منجر به گل و ۲٫۳ ریباند و ۱٫۵ توپ ربایی را ثبت کرد.
او در این فصل ۱۰ دابل دابل نیز انجام داد. او در این فصل رکورد بیشترین امتیاز شخصی خود را در تاریخ ۱۶ ژانویه ۲۰۱۳ به ۲۸ امتیاز ارتقا داد.

### فصل ۱۴–۲۰۱۳
در زمانی که قرارداد جف تیگ بعد چهارسال تمام شد، تیم میلواکی باکس به او قرارداد ۳۲ میلیون دلاری را پیشنهاد کرد ولی سه روز بعد آتلانتا هاکس نیز همین مقدار را به تیگ پیشنهاد کرد و با او به توافق رسید. در این فصل او توانست در بازی با کلیولند کاوالیرز ۳۴ امتیاز بگیرد و رکورد خود را ارتقا ببخشد. در ۱۴ آپریل این سال بازیکن هفته نام گرفت. او این فصل میانگین غرورانگیز ۲۰٫۳ امتیاز و ۵٫۸ پاس منجر به گل و ۲ ریباند و ۱٫۸ توپ ربایی و ۳۳٫۸ دقیقه بازی در هر مسابقه و ۵۰ درصد پرتاب منطقه‌ای موفق و ۹۱ درصد پرتاب پنالتی موفق را از خود به جا گذاشت. آتلانتا هاکس که در این فصل به جایگاه هشتمی رسید در همان سری اول در هفت مسابقه مغلوب ایندیانا پیسرز شد. تیگ در سه بازی بیش از ۲۰ امتیاز گرفت و یک بازی دابل دابل کرد.

### فصل ۱۵–۲۰۱۴
او در این فصل به آل استار ان بی ای دعوت شد. آتلانتا پس از اولی در کنفرانس شرق به مصاف تیم هشتم کنفرانس یعنی بروکلین نتس رفت و در ۶ بازی این تیم را شکست داد. تیگ میانگین ۱۴٫۲ امتیاز و۷٫۸ پاس منجر به گل را در این سری ثبت کرد. در نیمه نهایی کنفرانس آتلانتا به مصاف واشینگتن ویزاردز رفت و در این سری هم ۴–۲ به پیروزی رسید. سر انجام آتلانتا هاکس در فینال کنفرانس شرق به کلیولند کاوالیرز باخت.

### فصل ۱۶–۲۰۱۵
این فصل که با شروع رقابت دنیس شرودر و جف تیگ برای حضور در پوزیشن پوینت گارد در آتلانتا هاکس شروع شد سبب شد تا جف تیگ برای رفتن به تیم دیگر اقدام کند. جف تیگ به آتلانتا هاکس کمک کرد تا به نیمه نهایی کنفرانس شرق برسند ولی باز توسط کلیولند کاوالیرز حذف شدند.

### ایندیانا پیسرز (۲۰۱۷–۲۰۱۶)

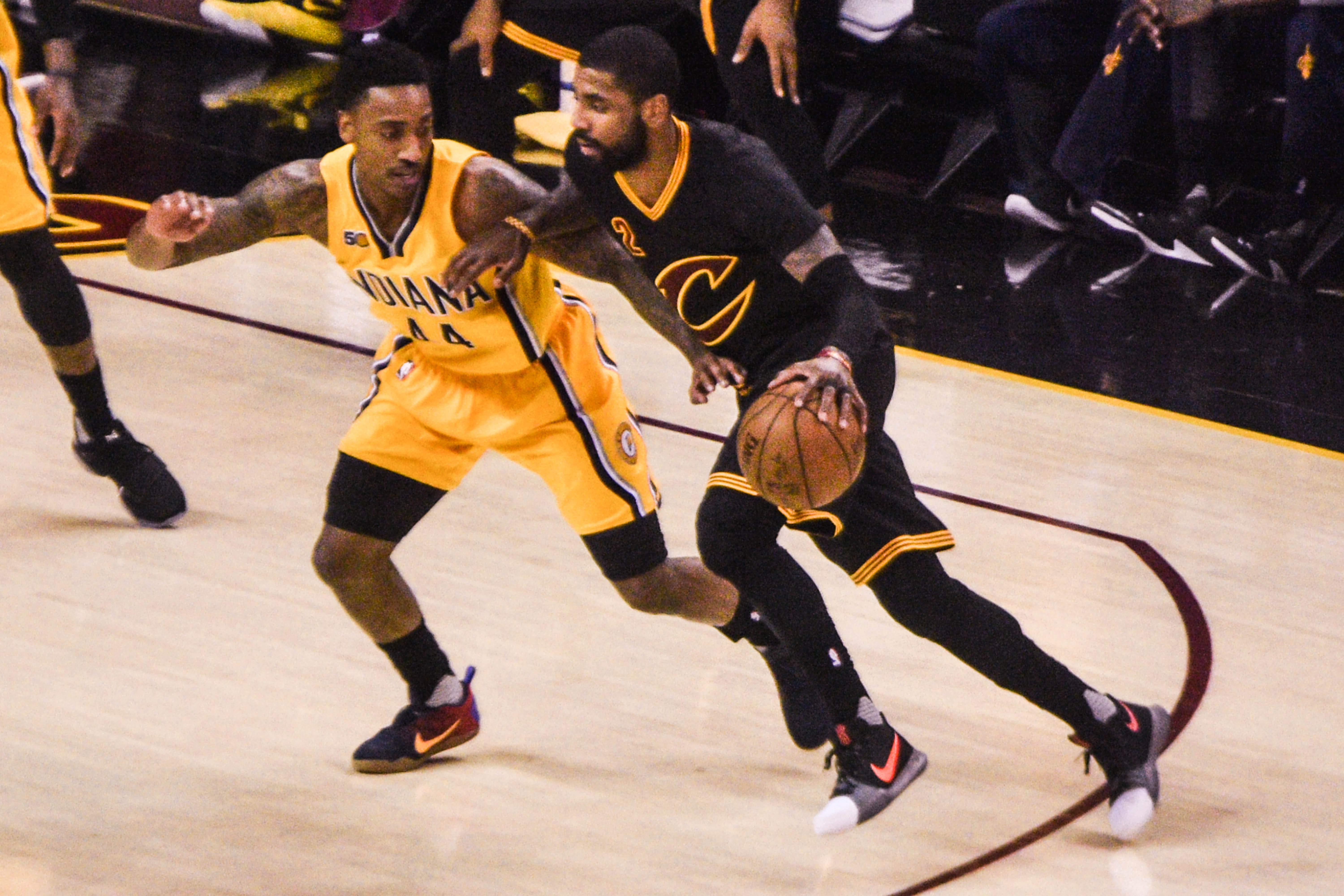
تیگ (چپ) در دفاع مقابل کایری اروینگ سال ۲۰۱۷.

در تاریخ ۷ ژوئیه ۲۰۱۶ تیگ به درخواست خودش به ایندیانا پیسرز فروخته شد. او ۳۰ امتیاز در بازی با فیلادلفیا سونتی‌سیکسرز در تاریخ ۹ نوامبر کسب کرد. او در ۳۰ دسامبر ۲۰۱۶ ۳۰ امتیاز و ۹ پاس منجر به گل و ۶ توپ ربایی مقابل اکلاهما سیتی تاندر ثبت کرد. او در این فصل در برابر شیکاگو بولز توانست رکورد شخصی خود در پاس منجر به گل را به ۱۷ پاس منجر به گل ارتقا دهد.
او اولین بازیکن بعد از مایک دانلاوی جونیور شد که در ۸۲ بازی برای ایندیانا پیسرز به میدان رفت.

### مینه‌سوتا تیمبرولوز (حال -۲۰۱۷)
در تاریخ ۱۰جولای ۲۰۱۷، تیگ با قراردادی ۳ ساله به ارزش ۵۷ میلیون دلار به مینه‌سوتا تیمبرولوز پیوست. تیگ در ۲۸ دسامبر ۲۰۱۷ در شب بازی با دنور ناگتس در وقت اضافه که ۱۳٫۴ ثانیه به پایین مانده بود، از ناحیه رباط طرفی داخلی دچار آسیب دیدگی درجه ۱ شد.
فصل ۱۹–۲۰۱۸ برای جف تیگ بیشتر با مصدومیت طی شد و ۴۰ بازی این فصل را از دست داد. او بیشترین میانگین پاس منجر به گل در یک فصل را در فصل ۱۹–۲۰۱۸ برای خود با ۸٫۲ اسیست در هر بازی ثبت کرد اما کمترین میانگین امتیاز در ۸ سال گذشته خود در ان‌بی‌ای را نیز بجا گذاشت.